# Енн Гросбек
Енн Гросбек (англ. Anne Grousbeck; нар. 5 лютого 1966) — колишня американська тенісистка.
Найвищу одиночну позицію світового рейтингу — 214 місце досягла 11 вересня, 1989, парну — 100 місце — 7 травня, 1990 року.
Найвищим досягненням на турнірах Великого шолома було 2 коло в змішаному парному розряді.

## Фінали ITF
| турніри $25,000 |
| турніри $10,000 |

### Одиночний розряд: 1 (0–1)
| Результат | Ранг | Дата         | Турнір      | Покриття | Суперниця             | Рахунок  |
| --------- | ---- | ------------ | ----------- | -------- | --------------------- | -------- |
| Поразка   | 1.   | 5 січня 1987 | Чикаго, США | Тверде   | Бренда Шульц-Маккарті | 4–6, 3–6 |

### Парний розряд: 7 (2–5)
| Результат | Ранг | Дата              | Турнір                  | Покриття | Партнерка             | Суперниці                            | Рахунок       |
| --------- | ---- | ----------------- | ----------------------- | -------- | --------------------- | ------------------------------------ | ------------- |
| Поразка   | 1.   | 15 липня 1985     | Детройт, США            | Ґрунт    | Акемі Нісія-Кіносіта  | Кеммі Макгрегор Синтія Макгрегор     | 3–6, 6–2, 2–6 |
| Перемога  | 1.   | 4 серпня 1986     | Чатам, США              | Тверде   | Кідовакі Мая          | Коллін Карні Лусіана Корсато-Овсянка | 6–3, 6–4      |
| Поразка   | 2.   | 4 січня 1988      | Йоганнесбург, ПАР       | Тверде   | Вінченца Прокаччі     | Лінда Барнард Маріан де Свардт       | 5–7, 2–6      |
| Перемога  | 2.   | 12 вересня 1988   | Арцакена, Італія        | Тверде   | Трейсі Мортон-Роджерс | Роса Б'єльса Ханет Соуто             | 7–5, 6–1      |
| Поразка   | 3.   | 26 червня 1989    | Ареццо, Італія          | Ґрунт    | Їда Ей                | Габі Кастро Кончита Мартінес         | -             |
| Поразка   | 4.   | 3 липня 1989      | Кава-де-Тіррені, Італія | Ґрунт    | Тітія Вілмінк         | Кейт Макдоналд Ренне Стаббс          | 6–2, 1–6, 1–6 |
| Поразка   | 5.   | 12 листопада 1990 | Порту-Алегрі, Бразилія  | Ґрунт    | Ліхіні Веерасурія     | Клаудія Чабалгойті Лусіана Телла     | 1–6, 1–6      |